# Dädesjö församling
Dädesjö församling är en församling i Växjö pastorat i Växjö domkyrkokontrakt i Växjö stift. Församlingen ligger i Växjö kommun i Kronobergs län.

## Administrativ historik
Församlingen har medeltida ursprung. Omkring 1620 utbröts Herråkra församling. 1794 uppgick Eke församling i denna församling.
Församlingen bildade före 1962 pastorat med Herråkra och före 1794 med Eke. Från 1962 till 2014 bildade församlingen pastorat med Sjösås, Drev och Hornaryd. Från 2014 ingår församlingen i Växjö pastorat.

## Series pastorum
| Ämbetstid | Namn                          | Levnadstid | Övrigt |
| --------- | ----------------------------- | ---------- | ------ |
| 1376-1379 | Bengt Svensson                |            |        |
| 1547-1564 | Torkel Pedersson              |            |        |
| 1564-1570 | Jacob Nilsson                 |            |        |
| 1571-1582 | Peder Håkonsson               |            |        |
| 1583-1602 | Johannes Gudmundi             |            |        |
| 1602-1629 | Nicolaus Haquini              |            |        |
| 1633-1662 | Johannes Johannis             | -1662      |        |
| 1662-1676 | Petrus Andreae Schatelovius   | -1676      |        |
| 1677-1694 | Jonas Petri Hielm             | -1694      |        |
| 1695-1710 | Petrus Hemmingius             | 1641-1722  |        |
| 1710-1740 | Andreas Hielm                 | 1680-1741  |        |
| 1741-1755 | Jacob Hamn                    | 1673-1755  |        |
| 1757-1779 | Sven Laureen                  | 1710-1779  |        |
| 1780-1827 | Jon Aspelin                   | 1744-1827  |        |
| 1827-1832 | Theodor Linnell               | 1759-1832  |        |
| 1832-1857 | Lars Johan Aspelin            | 1786-1857  |        |
| 1857-1890 | Eric Georg Tillström          | 1799-1890  |        |
| 1890-1925 | Frans August Wilhelm Palmgren | 1842-1925  |        |
| 1926-     | Per Theofrid Liljorstrand     | 1887-      |        |

## Kyrkor
- Dädesjö gamla kyrka
- Dädesjö nya kyrka